# Слобода (Быховский район)
Слобода́ (бел. Слабада) — деревня в составе Лудчицкого сельсовета Быховского района Могилёвской области Республики Беларусь.

## Население
- 2010 год — 15 человек